# Cistovité
Cistovité (Cistaceae) je čeleď vyšších dvouděložných rostlin z řádu slézotvaré (Malvales). Jsou to byliny až keře s nápadnými, pravidelnými,
většinou pětičetnými květy a jednoduchými, střídavými nebo vstřícnými listy. Plodem je tobolka. Čeleď zahrnuje asi 175 druhů v 8 rodech a je rozšířena zejména v teplých oblastech mírného pásu. V rámci české květeny je do této čeledi řazen devaterník a devaterka.

## Popis
Cistovité jsou byliny, polokeře a keře s jednoduchými střídavými nebo vstřícnými (přeslenitými) listy s palisty nebo bez palistů. Čepel listů je celistvá, celokrajná, se zpeřenou či řidčeji dlanitou žilnatinou nebo jednožilná. Listy jsou ploché nebo podvinuté a nebývají velké, u některých zástupců jsou redukované na pouhé šupiny.
Květy jsou nápadné, pravidelné, oboupohlavné, jednotlivé nebo v úžlabních či vrcholových květenstvích. Kalich je nejčastěji 5-četný se 2 lístky menšími než ostatní, řidčeji 3-četný. Koruna je 5-četná, řidčeji (Lechea) 3-četná, rychle opadávající, u kleistogamických květů devaterníků může i chybět. Tyčinek je mnoho a jsou volné. Semeník je svrchní, srostlý ze 3 (až 10) plodolistů, s jedinou čnělkou a nejčastěji s jedinou komůrkou. Plodem je lokulicidní tobolka s 1 až mnoha semeny.

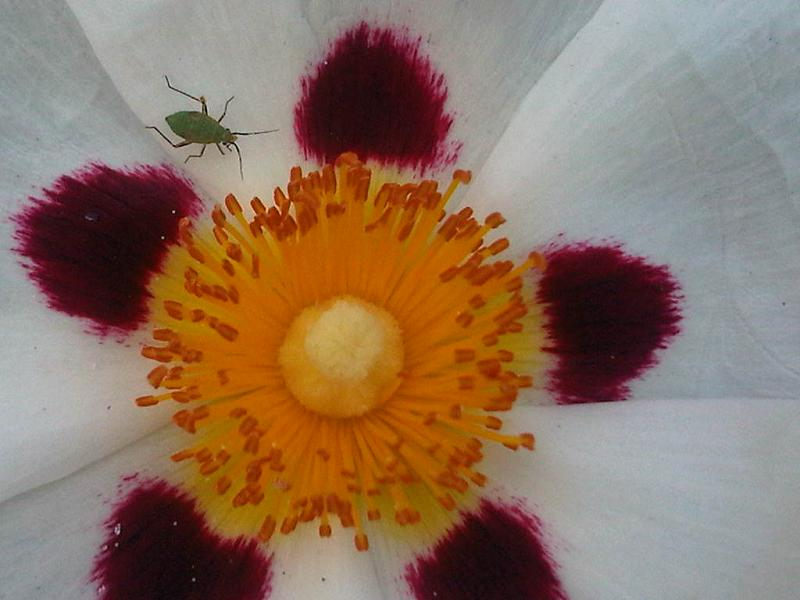
Detail středu květu cistu ladanového (Cistus ladanifer)
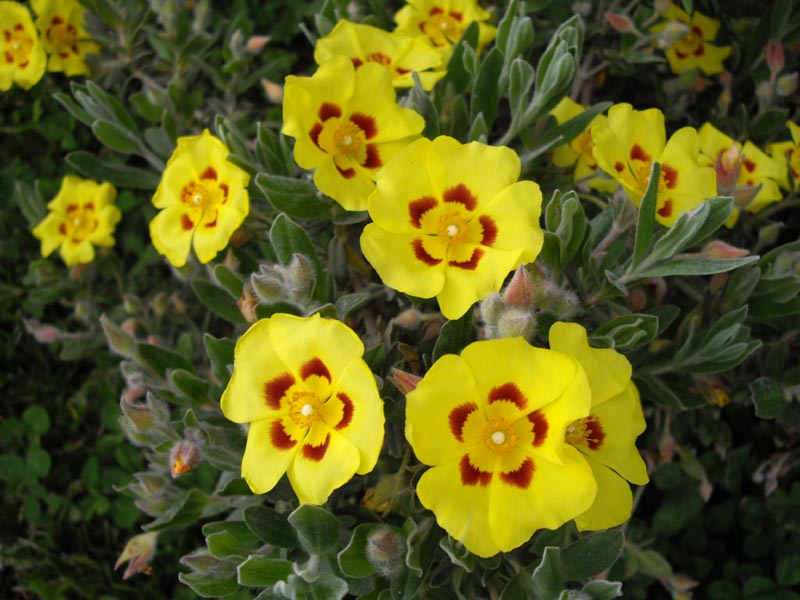
Devaterníkovec Halimium lasianthum
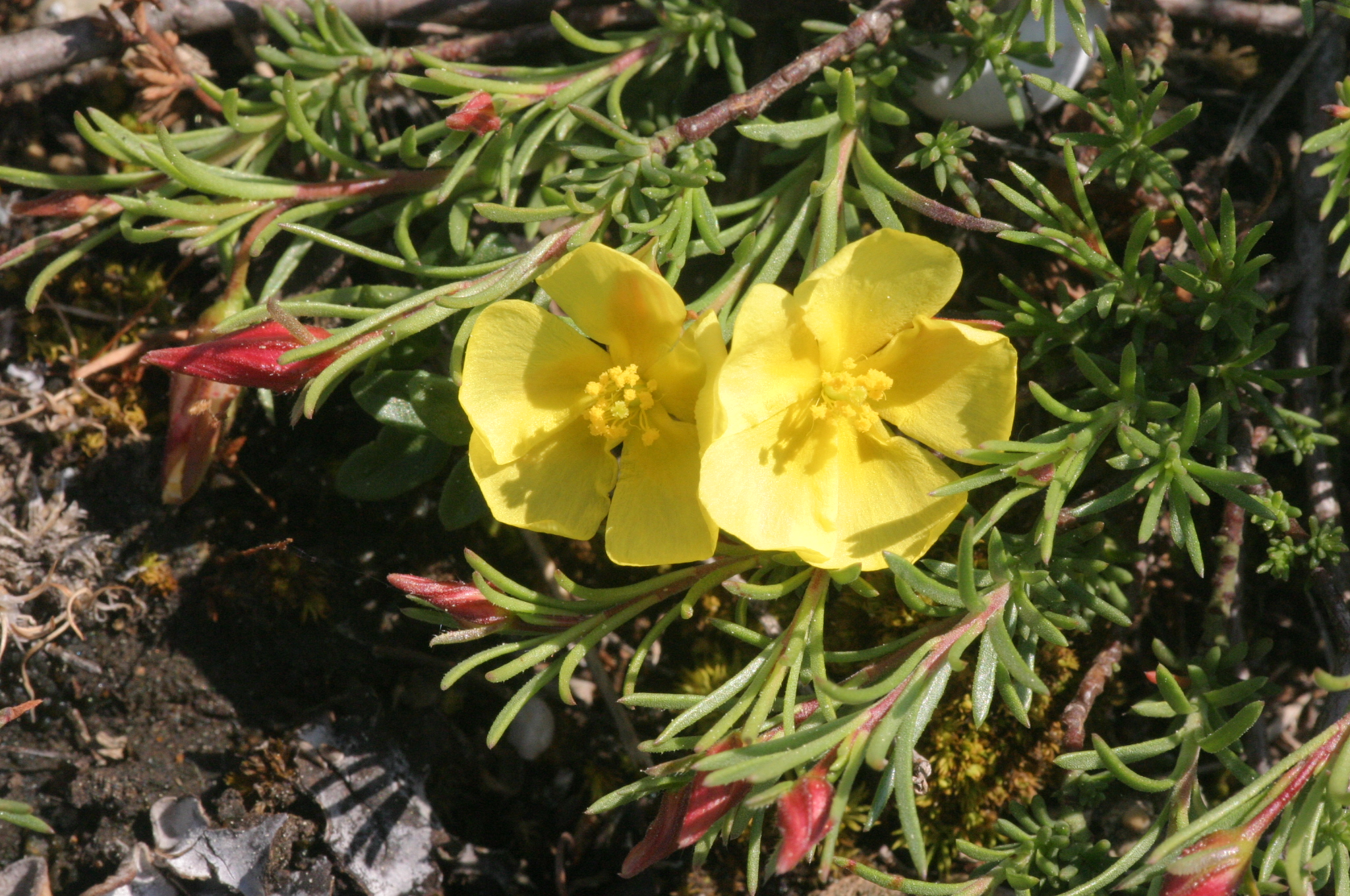
Devaterka poléhavá (Fumana procumbens)
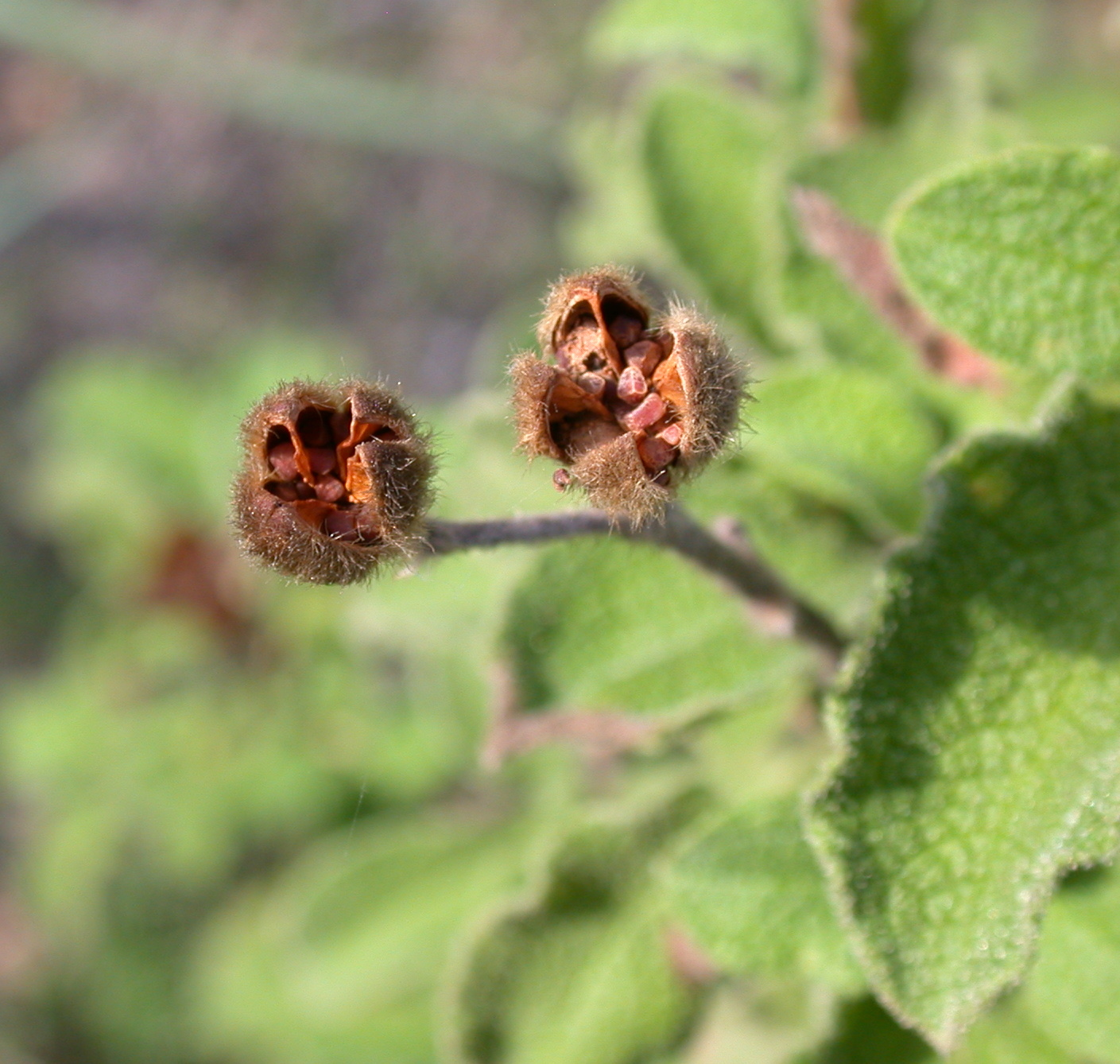
Tobolky cistu šedavého (Cistus incanus)

## Rozšíření
Čeleď cistovité zahrnuje asi 175 druhů v 8 rodech. Největším rodem je devaterník (Helianthemum), který má asi 110 druhů. Cistovité mají poměrně velký, avšak nespojitý areál rozšíření. Nejvíce druhů roste v teplých oblastech mírného pásu. Celý areál zahrnuje oblast Středomoří a severní Afriky, téměř celou Evropu a západní Asii, Severní a Střední Ameriku. V Jižní Americe se vyskytují v oblasti od jižní Brazílie po Chile. Centrum druhové diverzity je ve Středomoří, druhotné centrum ve východních oblastech USA.
V naší současné květeně jsou celkem 3 druhy: 2 druhy devaterníku (Helianthemum) a devaterka poléhavá (Fumana procumbens). Většinu evropských druhů lze nalézt ve Středomoří: mimo zmíněných 2 rodů jsou zde zastoupeny hojně rody cist (Cistus), devaterníkovec (Halimium) a Tuberaria.

## Taxonomie
Tachtadžjan řadil cistovité pospolu s Bixaceae a Cochlospermaceae do řádu Cistales. V Dahlgrenově systému jsou všechny tyto čeledi v řádu Malvales, zatímco Cronquist řadil cistovité do zcela jiného řádu, Violales.
Podle kladogramů APG tvoří cistovité monofyletickou skupinu v rámci řádu Malvales spolu s čeleděmi Dipterocarpaceae a Sarcolaenaceae.

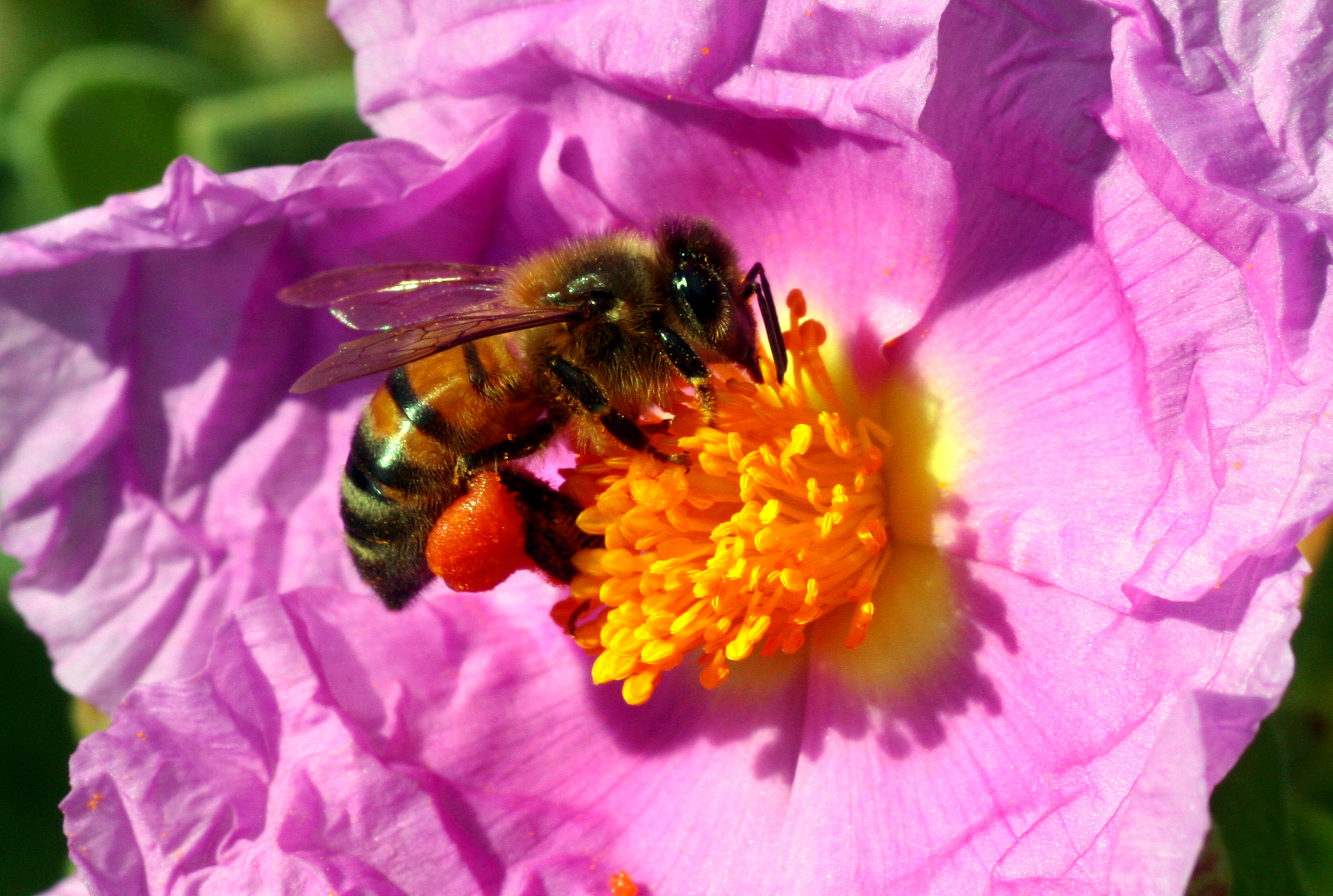
Včela medonosná na květu cistu Cistus albidus

## Ekologické interakce
Květy cistovitých jsou prchavé, otevírají se pouze při plném slunci a často vydrží jen několik hodin. Nápadně zbarvené květy s množstvím tyčinek lákají hmyz sbírající pyl, zejména včely, mouchy a brouky. Devaterník má senzitivní tyčinky, které popráší hmyz pohybující se v květu pylem. V čeledi jsou poměrně časté kleistogamické květy, které se neotevírají a probíhá v nich samoopylení. Semena jsou šířena větrem nebo do okolí rozstřikována deštěm.
Na kořenech cistů parazituje ve Středomoří ozorna (Cytinus), nezelená, plně parazitická rostlina z čeledi ozornovité (Cytinaceae).

## Zástupci
- cist (Cistus)
- devaterka (Fumana)
- devaterník (Helianthemum)
- devaterníkovec (Halimium)
- halimocist (x Halimiocistus)
- hudsonie (Hudsonia)[6]

## Význam
Z listů některých středomořských cistů, zejména Cistus ladanifer a C. incanus, se získávala vonná pryskyřice zvaná ladanum která byla používána zejména v medicíně. V Řecku se listy Cistus salviifolius používaly jako náhražka čaje. Větévky Lechea villosa se v Mexiku používají jako tonikum a ke zmírnění horečky.
Z devaterníku penízkovitého (Helianthemum nummularium) je připravována Bachova květová esence č. 26, používaná zejména při stavech paniky a děsu. Je také součástí tzv. krizové esence.
Jako okrasné rostliny jsou v Česku pěstovány zejména devaterníky (Helianthemum), v teplejších zemích i různé druhy cistů (Cistus).

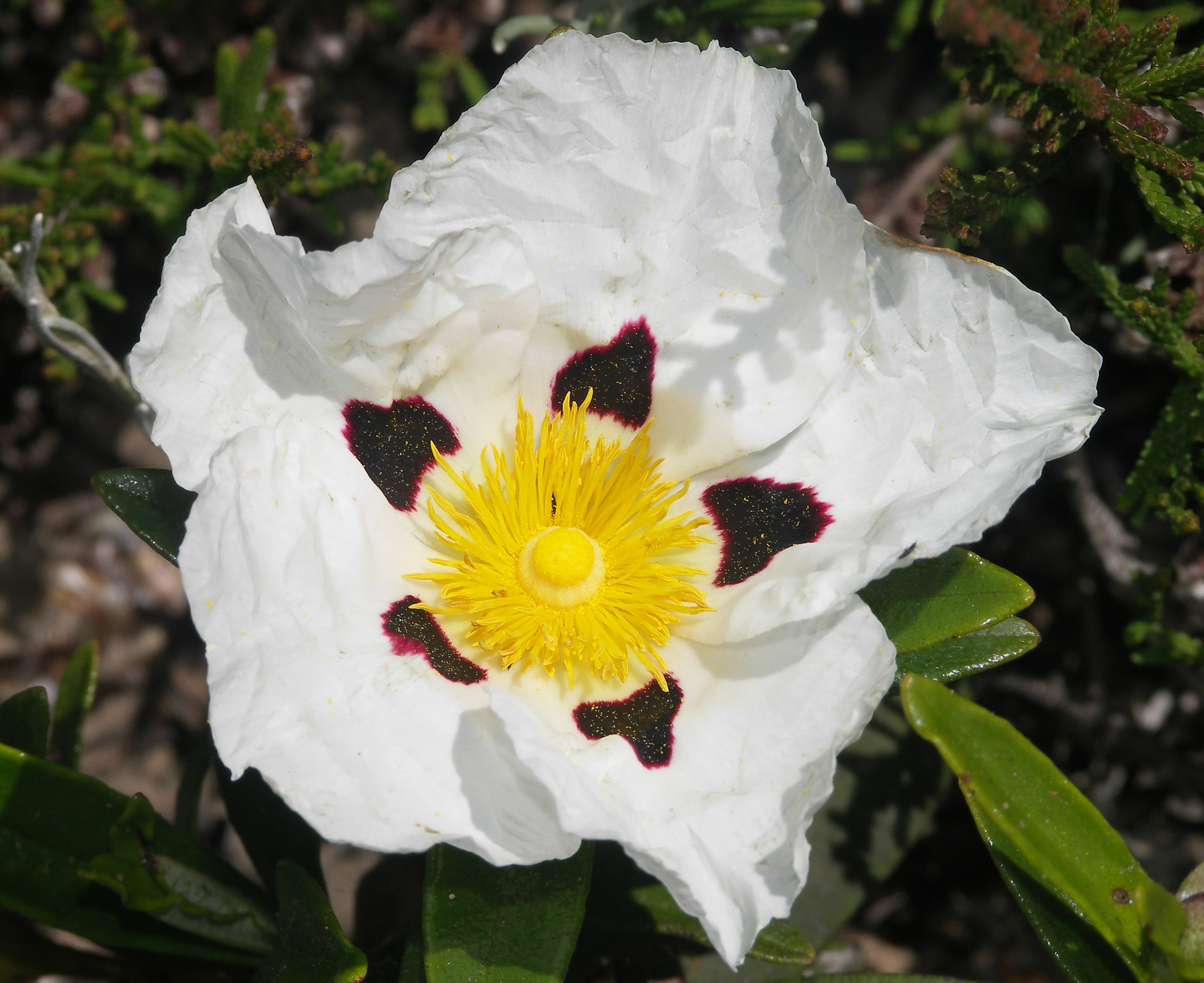
Cist ladanový (Cistus ladanifer)
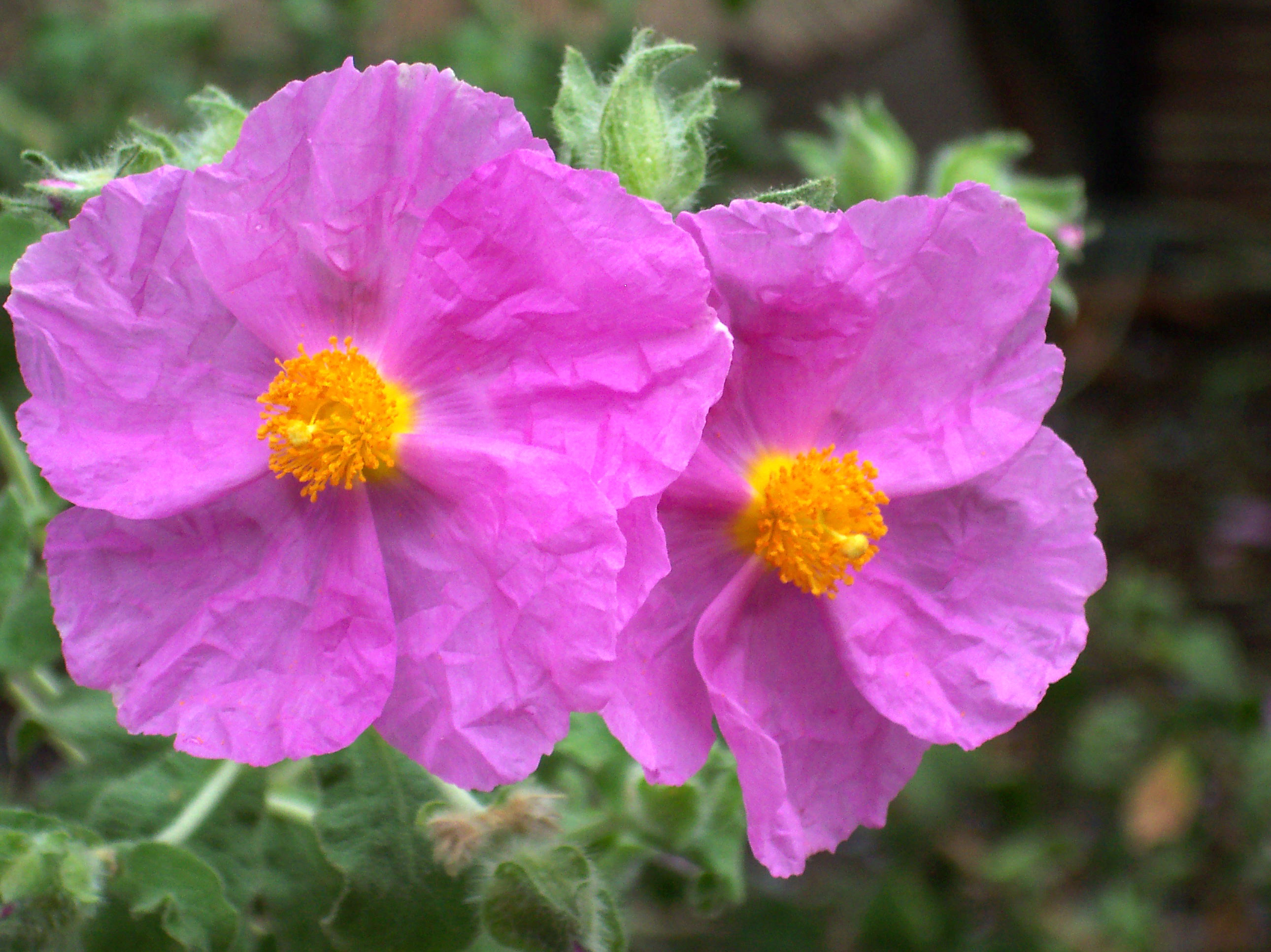
Cist vlnatý (Cistus albidus)
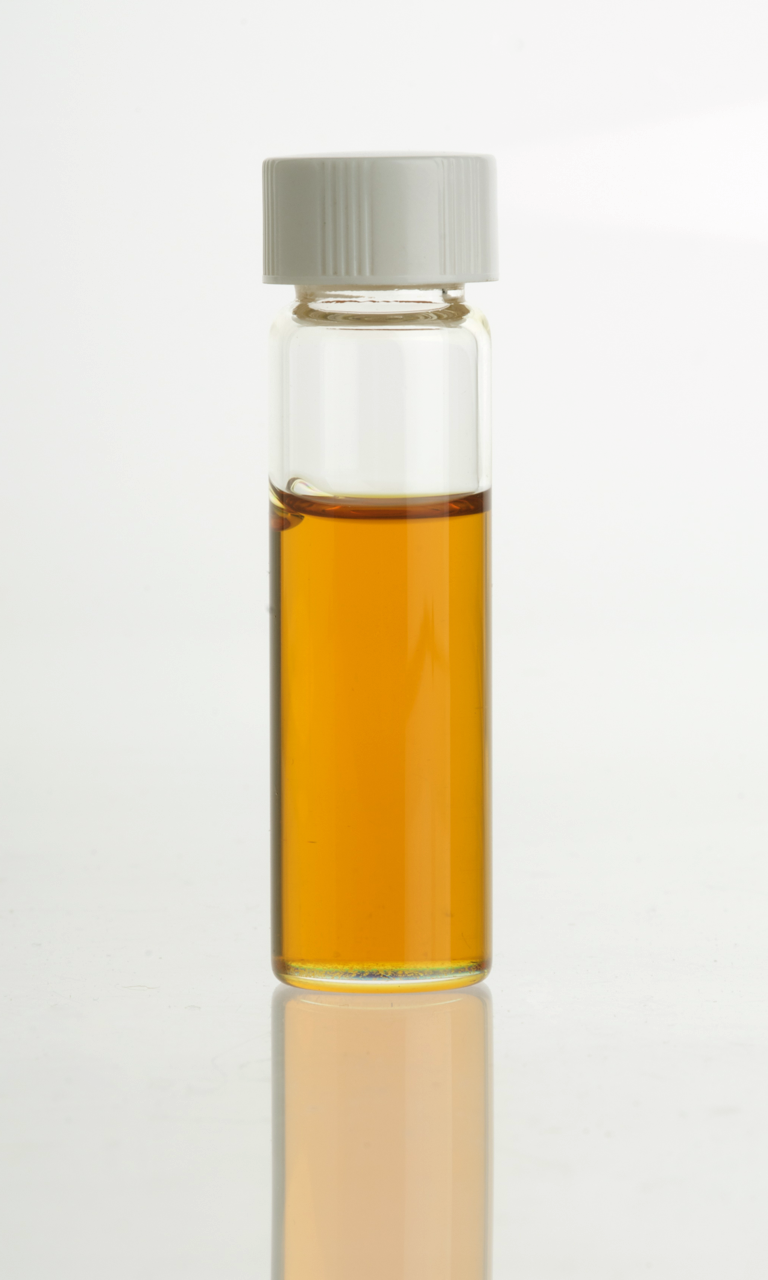
Vonná silice z cistu
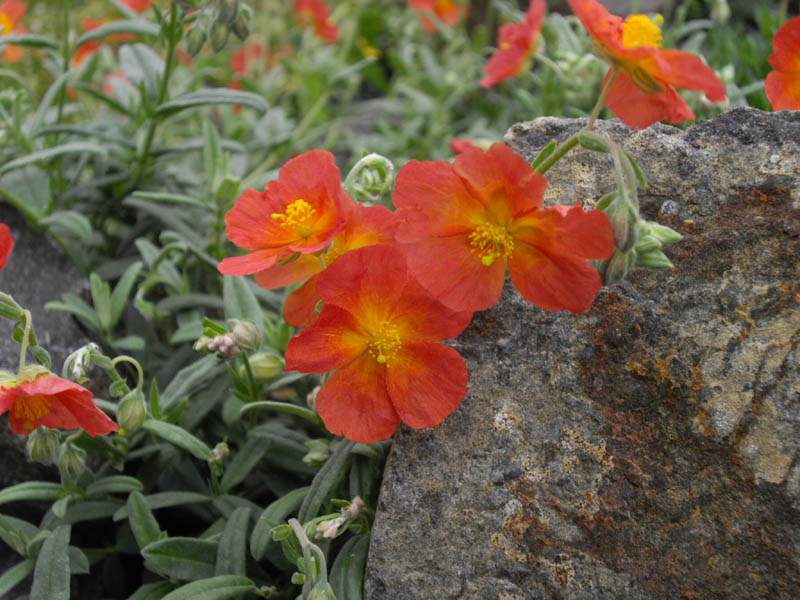
Devaterník Helianthemum cv. 'Firedragon'

## Přehled rodů
Cistus, Crocanthemum, Fumana, Halimium, Helianthemum, Hudsonia, Lechea, Tuberaria